# Morsain
Morsain é uma comuna francesa na região administrativa de Altos da França, no departamento de Aisne. Estende-se por uma área de 14,34 km². Em 2010 a comuna tinha 464 habitantes (densidade: 32,4 hab./km²).